# Taça América 1998 (calcio a 5)
La quarta Taça América de Futsal, denominato anche Copa América de Futsal (in lingua spagnola), e disputata nel 1998 a Joinville in Brasile dal 3 settembre al 6 settembre, viene considerata la quinta edizione della Coppa America per selezioni nazionali di calcio a 5, nonché la sedicesima edizione del Campionato Sudamericano per formazioni nazionali di calcio a 5.
Le quattro nazionali più rappresentative del Sudamerica (Brasile, Argentina, Paraguay e Uruguay) disputarono un girone per decidere le due finaliste che avrebbero disputato la gara per designare la miglior squadra del Sudamerica. Il trofeo venne vinto dal Brasile di Manoel Tobias, Falcão e Fininho, con un netto 9-1 rifilato in finale al Paraguay.

## Girone
https://www.ogol.com.br/edition.php?id=39979
|           | Risult. |           | Città e data    |
| --------- | ------- | --------- | --------------- |
| Paraguay  | 2 - 1   | Argentina | Joinville       |
| Brasile   | 6 - 1   | Uruguay   | Joinville       |
| Argentina | 2 - 4   | Uruguay   | Joinville 04.09 |
| Brasile   | 9 - 4   | Paraguay  | Joinville       |
| Paraguay  | 3 - 1   | Uruguay   | Joinville       |
| Brasile   | 2 - 1   | Argentina | Joinville       |

| Classifica finale | Pt | G | V | N | P | GF | GS | DR  |
| ----------------- | -- | - | - | - | - | -- | -- | --- |
| Brasile           | 9  | 3 | 3 | 0 | 0 | 17 | 6  | +11 |
| Paraguay          | 6  | 3 | 2 | 0 | 1 | 9  | 11 | -2  |
| Uruguay           | 3  | 3 | 1 | 0 | 2 | 6  | 11 | -5  |
| Argentina         | 0  | 3 | 0 | 0 | 3 | 4  | 8  | -4  |

## Finale
|         | Risult. |          | Città e data    |
| ------- | ------- | -------- | --------------- |
| Brasile | 9 - 1   | Paraguay | Joinville 06.09 |